# Танусак
Танусак, Танусакес, Тануза, Танус — правитель Малой Скифии.

Л. И. Тарасюк перевёл двухсоставное имя Танусака как «принадлежащий к тотему оленя»: tanu — «тело» и saka — «олень» или «скиф». По замечанию М. Манова, происхождение этого имени связано с самым распространённым священным тотемным животным у скифов — оленем. Ю. Г. Виноградов отметил, что предпочитает до обнаружения новых археологических находок именовать этого царя Танусом.
О Танусаке известно только из очень немногочисленного нумизматического материала. Сведений о нём эпиграфические источники не содержат. На аверсе монет Танусака одного типа, выпущенных на монетном дворе в Одессе, изображены головы Деметры и её дочери Персефоны в покрывалах, на реверсе — пшеничные колосья. На аверсе других отчеканены головы Диоскуров в конических шапках с лавровыми венками, а на реверсе — протомы их коней. На всех экземплярах присутствует маркировка головой Гермеса. 
По изначальному предположению В. Канараке, Танусак был вторым представителем скифской династии — после Хараспа, а третьим — Канит. По мнению Т. Герасимова, с которым согласились П. О. Карышковский и М. Манов, Танусак царствовал после Канита, а Харасп был его преемником. С. И. Андрух же, ссылаясь на особенности чеканки, предположила, что Танусак был первым правителем — в конце III века до н. э. или на рубеже III и II веков до н. э., а ему наследовал Канит.